# Aleanny Carbonell Julián
Aleanny Carbonell Julián (21 de octubre de 2003) es una deportista cubana que compite en judo. Ganó una medalla de bronce en el Campeonato Panamericano de Judo de 2024, en la categoría de –52 kg.

## Palmarés internacional
| Campeonato Panamericano | Campeonato Panamericano | Campeonato Panamericano | Campeonato Panamericano |
| Año                     | Lugar                   | Medalla                 | Categoría               |
| ----------------------- | ----------------------- | ----------------------- | ----------------------- |
| 2024                    | Río de Janeiro (Brasil) | Medalla de bronce       | –52 kg                  |